# Kedunggalar (plaats)
Kedunggalar is een bestuurslaag in het regentschap Ngawi van de provincie Oost-Java, Indonesië. Kedunggalar telt 8901 inwoners (volkstelling 2010).